# مستشفى غزة للطب النفسي
مستشفى غزة للطب النفسي هو مستشفى حكومي متخصص في تقديم خدمة الطب النفسي، يقع في مدينة غزة في حي النصر شارع العيون. أنشأ في العام 1980م على مساحة 6000م2، ويخدم جميع مناطق ومحافظات قطاع غزة، كونه المستشفى التخصصي الوحيد في مجال الصحة النفسية بالقطاع، ويوجد بالمستشفى قسم للرجال وقسم آخر للنساء، وخدمات تخطيط الدماغ والعضلات.